# The Rack
 The Rack és una pel·lícula estatunidenca dirigida per Arnold Laven, estrenada el 1956.

## Argument
Supervivent a dos anys de presó en un camp de concentració a la Xina durant la Guerra de Corea, el capità Edward Hall (Paul Newman) torna a San Francisco, on ha d'atendre el seu pare, el coronel retirat (Walter Pidgeon), i Aggie (Anne Francis), la vídua del seu germà petit Pete, que va morir en la mateixa guerra.
El capità Hall va passar els primers dies en un hospital militar on, penedit per alguna cosa que va fer durant la captivitat però que es nega a revelar, s'aïlla dels altres soldats i és acusat de traïdor pel capità Miller (Lee Marvin), que estava amb ell en el camp de presoners.
Abans de ser donat d'alta, el major Moulton (Wendell Corey) l'informa d'estar acusat de col·laboració amb l'enemic i que serà jutjat en un consell de guerra.
Edward torna a casa descoratjat amb la idea d'haver de donar una decepció al seu pare, però en arribar allà hi ha una festa en el seu honor i es veu obligat a posposar qualsevol confessió. Després de la festa, però, el pare fa una visita a un vell amic, el coronel Dudley Smith (Roope), sorprès de la visita abans que estigui informat sobre la greu situació del fill. El Coronel marxa fet una furia i arriba a casa del fill, el dia abans de la primera audiència.
El visita el que serà el seu advocat defensor, el tinent coronel Frank Wasnick (Edmond O'Brien), que anima Edward, al principi trencat i que es dona per vençut, a tractar de defensar-se.
Un cop iniciat el procés, el coronel Hall, reconèixent els seus errors com a pare, és a prop d'Edward i li dona suport. El tema central del debat és el límit de la resistència humana. La defensa pregunta si està permès processar un home perquè es va trencar sota tortura, i si un home que ha arribat al seu límit de resistència física i psicològica encara pot fer alguna cosa per a resistir. La fiscalia argumenta en canvi que un soldat té el deure i l'obligació de defensar al seu límit de resistència física i mental i es pregunta si el capità Hall realment havia arribat a aquest punt. Molts soldats són cridats a testificar i l'assumpte s'aprofundirà en cada faceta.
Al final dels dos al·legats finals plens d'emoció, el capità Edward Hall va ser declarat culpable de col·laboració amb l'enemic.

## Un tema polèmic
El tema tractat en el guió televisiu de Rod Serling ha estat definit per J.P. Shanley (periodista del  New York Times) com "polèmic i interessant". La intenció de Serling no era simplement explicar una història, sinó d'aprofundir en un tema així, citant l'article de Shanley, " intel·ligent i provocativa". Malgrat que al final de la pel·lícula es troba el protagonista culpable, el guió no expressa un judici moral; s'aporten molts elements i facetes en la matèria, i és l'espectador individual en última instància qui desenvolupa la seva pròpia valoració moral.
D'aquesta transposició a la pantalla gran, de la qual només Wendell Corey també és present en l'episodi televisiu, el crític de cinema del  New York Times Bosley Crowther el 6 de novembre de 1956 destaca l'actuació del jove Newman, escrivint que amb les seves expressions facials, els gestos, la seva pausa i el seu ús de la veu, se les arregla per brillar a través d'una tragèdia personal única, però també remarca com l'interessant tema de Serling resulta estirat i sense mossegada en aquesta adaptació al cinema.

## Repartiment
- Paul Newman: capità Edward W. Hall Jr.
- Wendell Corey: Maj. Sam Moulton
- Walter Pidgeon: Cor. Edward W. Hall Sr.
- Edmond O'Brien: Tinent Cor. Frank Wasnick
- Anne Francis: Aggie Hall
- Lee Marvin: capità John R. Miller
- Cloris Leachman: Caroline
- Robert Burton: Cor. Ira Hansen
- Robert F Simon: Oficial
- Adam Williams: Sergent Otto Pahnke
- Fay Roope: Cor. Dudley Smith